# Spicheren
Spicheren (Duits: Spichern)  is een gemeente in het Franse departement Moselle (regio Grand Est). De gemeente maakt deel uit van het arrondissement Forbach-Boulay-Moselle. Spicheren telde op 1 januari 2022 3.180 inwoners.

## Geschiedenis
Op 6 augustus 1870, aan het begin van de Frans-Duitse Oorlog, vond de Slag bij Spicheren plaats. Deze slag wordt in Frankrijk ook wel de Bataille de Forbach genoemd, naar het nabijgelegen Forbach.

## Geografie
De oppervlakte van Spicheren bedroeg op 1 januari 2022 8,11 vierkante kilometer; de bevolkingsdichtheid was toen 392,1 inwoners per km².

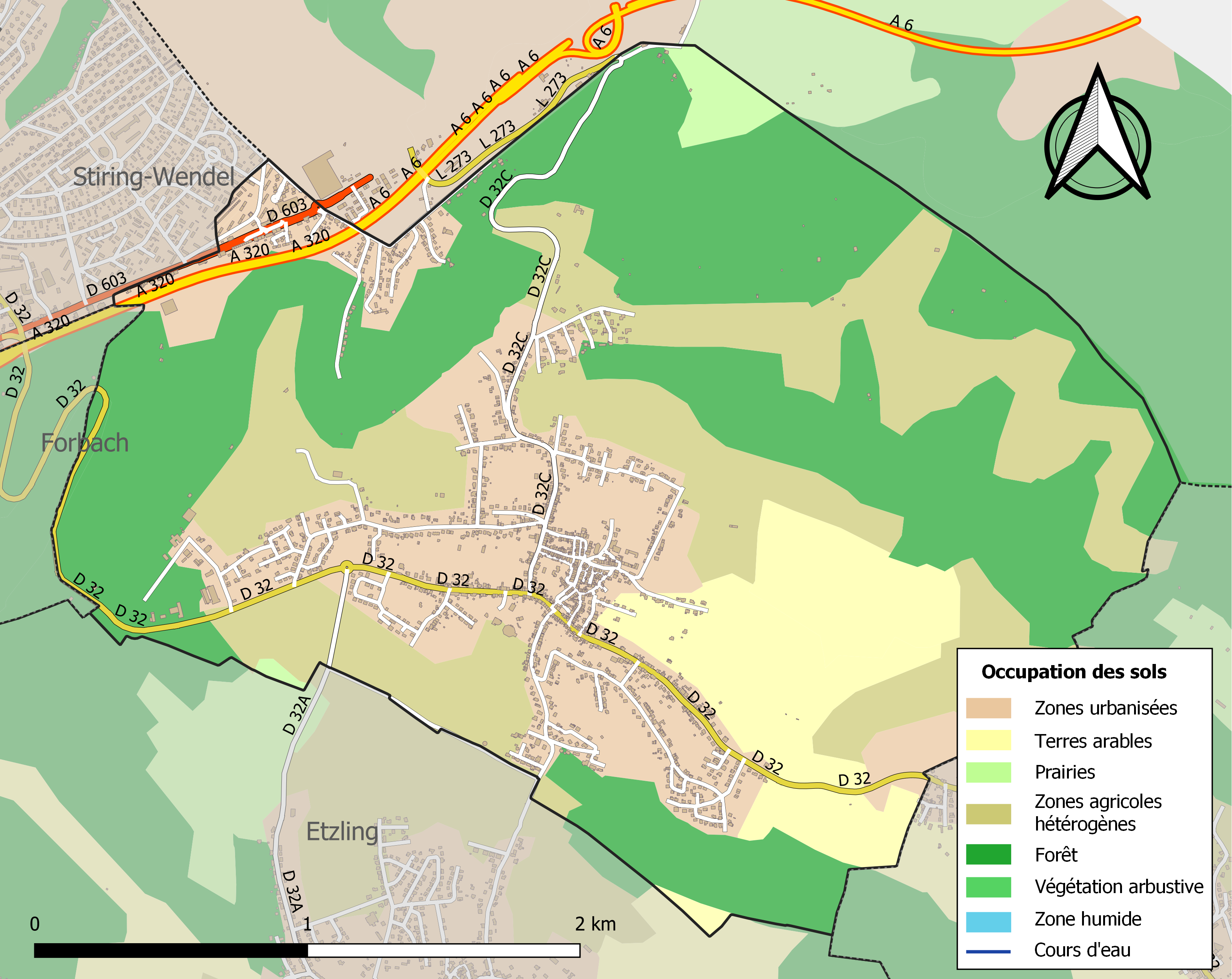
Kaart van de gemeente met de belangrijkste infrastructuur, bodemgebruik en omliggende gemeenten

## Demografie
Onderstaande figuur toont het verloop van het inwonertal (bron: INSEE-tellingen).